# Хилково (Тамбовская область)
Хилково — село в Умётском районе Тамбовской области России. Входит в состав Скачихинского сельсовета.

## География
Село находится в восточной части Тамбовской области, в лесостепной зоне, в пределах Приволжской возвышенности, к востоку от реки Ворона, на расстоянии примерно 7 км (по прямой) к северо-западу от рабочего посёлка Умёт, административного центра района. Абсолютная высота — 132 м над уровнем моря.

### Климат
Климат умеренно континентальный, относительно сухой, с холодной продолжительной зимой и жарким летом. Средняя температура воздуха самого холодного месяца (января) — −11,5 °C (абсолютный минимум — −40 °C); самого тёплого месяца (июля) — 20,4 °C (абсолютный максимум — 40 °С). Среднегодовое количество атмосферных осадков составляет 450—500 мм. Продолжительность залегания снежного покрова составляет в среднем 136 дней.

### Часовой пояс
Село Хилково, как и вся Тамбовская область, находится в часовой зоне МСК (московское время). Смещение применяемого времени относительно UTC составляет +3:00.

## Население
| 2010 | 2013 |
| ---- | ---- |
| 201  | ↘186 |

### Половой состав
По данным Всероссийской переписи населения 2010 года в гендерной структуре населения мужчины составляли 50,7 %, женщины — соответственно 49,3 %.

### Национальный состав
Согласно результатам переписи 2002 года, в национальной структуре населения русские составляли 100 % из 236 чел.